# 328563 Mosplanetarium
328563 Mosplanetarium è un asteroide della fascia principale. Scoperto nel 2009, presenta un'orbita caratterizzata da un semiasse maggiore pari a 2,4193885 UA e da un'eccentricità di 0,3214328, inclinata di 8,45336° rispetto all'eclittica.